# Mistrovství Evropy v plaveckých sportech 1950
Mistrovství Evropy v plaveckých sportech za rok 1950 proběhlo ve Vídni, Rakousko ve dnech 20. až 27. srpna 1950.
Soutěže
- Plavání
- Skoky do vody
- Vodní pólo

## Kontroverze
Mistrovství Evropy v plaveckých sportech pro rok 1950 se mělo konat v Budapešti, Maďarsko na stadionu na ostrově Sv. Markéty.
V prosinci oznámil deník Lidová demokracie, že se Maďarsko vzdává pořádání mistrovství Evropy v plaveckých sportech pro rok 1950. Mistrovství se mělo konat nově v Itálii.
V lednu oznámila Lidová demokracie, že se mistrovství bude konat ve Vídni v Rakousku 20. až 27. srpna 1950.
V březnu deník Rudé právo informoval, že Maďarsko bude bojkovat mistrovství Evropy v Rakousku. Na schůzi delegátů v Paříži, kde se mělo odhlasovat přesunutí mistrovství se maďarský a československý delegát neúčastnili. Nebylo jim vydáno vízum.
V květnu měl předseda FINA Émile-Georges Drigny oznámit, že se mistrovství Evropy bude konat v Maďarsku na stadionu Sv. Markéty.
V červenci mesíčník Sokolské noviny informoval, že důvodem odebrání mistrovství Evropy Maďarsku byly obavy FINA, že maďarská vláda neudělí víza některým členským zemím FINA. Mistrovství v Rakousku však měli bojkotovat některé západoevropské země, protože mistrovství mělo proběhnout na plaveckém stadionu v Prátru, který byl v sovětské okupační zóně. Sovětská armáda například odmítala vpustit na toto území sportovní zástupce frankistického Španělska. Z plaveckých velmocí nakonec bojkot naplnilo Spojené království.